# Alireza Dabir
Alireza Dabir (in persiano علیرضا دبیر‎; Teheran, 17 settembre 1977) è un ex lottatore iraniano.
Ha partecipato a due edizioni dei giochi olimpici (2000 e 2004) conquistando una medaglia.

## Palmarès
Olimpiadi
- 1 medaglia:
  - 1 oro (58 kg a Sydney 2000)

Mondiali
- 4 medaglie:
  - 1 oro (58 kg a Teheran 1998)
  - 3 argenti (58 kg a Ankara 1999, 63 kg a Sofia 2001, 66 kg a Teheran 2002)

Giochi asiatici
- 1 medaglia:
  - 1 argento (66 kg a Pusan 2002)